# チナズ
チナズ（ラテン文字:Chinaz, Chinoz、ウズベク語: Chinoz / Чиноз、ロシア語: Чиназ）は、ウズベキスタンタシュケント州の都市である。州都のタシュケントからは南西に約63kmの位置にある。2012年の人口は27,721人。

## 概要
1972年に都市として設立された。 シルダリヤ川とチルチク川の合流地点に位置し、街では漁業が盛んである。また、セメントやコンクリートなど建築資材の工場もある。
街にはタシュケントへと向かうウズベキスタン鉄道の駅がある。